# دوريس داي
دوريس ماري آن فون كابيلهوف (بالإنجليزية: Doris Mary Anne von Kappelhoff)‏ ولدت في 3 أبريل 1922. مطربة أمريكية، ممثلة وداعية لحماية حقوق الحيوان. تعرف باسم دوريس داي.
حقّقت النجاح كمغنية في البيغ باند "Big Band" وهي فرقة موسيقية أمريكية اشتهرت في ثلاثينيات وأربعينيات القرن العشرين. عرفت داي بتنوع مواهبها فهي ممثلة أفلام وموسيقية ومؤدية في الإذاعة والتلفزيون.
تعد دوريس داي واحدة من أكثر الترفيهيين شعبية في أمريكا حتى اليوم. بشعرها الأشقر وشكلها المثالي كانت دوريس من الممثلات في الخمسينيات والستينيات الأكثر شهرة. كان بإمكانها أن تغني، ترقص وتمثل مسرح وأدوار درامية، لتصير واحدة من نجوم شباك التذاكر في هوليوود.
رصيدها الفنى يحوي 39 فيلما وأكثر من 75 ساعة من الأعمال التلفزيونية، كما سجلت مايزيد عن 650 عملا غنائيا. دوريس داي ممن رشحن لجوائز الأوسكار. كما أنها حازت على جائزتي الغولدن غلوب وجائزة غرامي. كما حازت دوريس داي في 2004 على وسام الحرية في الولايات المتحدة والذي يعد أرفع وسام مدني أمريكي.
عاشت داي آخر حياتها في عزبة مساحتها 11 إكر (45,000 متر مربع) قرب كارمل، كاليفورنيا، واستعملت اسمها الحقيقي دوريس كابلهوف، رغم أقاويل صحفية في أنها سمت نفسها «كلارا كابلهوف». وهو اسم مستعار سمين بة من زملائها في فيلم شاي لشخصين "tea for two" بيلي دي ولف، وصديق مقرب كان يدعوه بذلك منذ عقود.

## وصلات خارجية
- دوريس داي على موقع IMDb (الإنجليزية)
- دوريس داي على موقع الموسوعة البريطانية (الإنجليزية)
- دوريس داي على موقع روتن توميتوز (الإنجليزية)
- دوريس داي على موقع مونزينجر (الألمانية)
- دوريس داي على موقع ألو سيني (الفرنسية)
- دوريس داي على موقع ميوزك برينز (الإنجليزية)
- دوريس داي على موقع تيرنر كلاسيك موفيز (الإنجليزية)
- دوريس داي على موقع أول موفي (الإنجليزية)
- دوريس داي على موقع قاعدة بيانات برودواي على الإنترنت (الإنجليزية)
- دوريس داي على موقع قاعدة بيانات الأفلام السويدية (السويدية)
- TCM داتا بيز
- دوريس داي (مؤسسة الحيوان)
- ألبوم صور لدوريس داي